# Khariji
Khariji er en muslimsk sekt som eksisterede fra slutningen af 600-tallet til begyndelsen af 700-tallet.
| Islam | Spire Denne islamartikel er en spire som bør udbygges. Du er velkommen til at hjælpe Wikipedia ved at udvide den. |